# فرصتی برای پیشرفت
فرصتی برای پیشرفت (به انگلیسی: Room at the Top) فیلمی ۱۱۵ دقیقه‌ای به کارگردانی جک کلیتن با بازی سیمون سینیوره محصول سال ۱۹۵۹ است.

## خلاصه فیلم
خلاصه داستان: یک حسابدار جوان و جاه طلب نقشه می کشد تا با دختر کارخانه داری ثروتمند ازدواج کند، در حالی که عاشق زنی متاهل است...

-فیلم به‌عنوان آغازگر جنبش واقع‌گرائی اجتماعی سینمای انگلستان که در دهه 1960  مشهور است.
-این فیلم در چهار رشته ازجمله بهترین فیلم،بهترین کارگردانی،بهترین بازیگرنقش اول مرد و..نامزد جایزه اسکارشداما فقط در دورشته فیلمنامه و بهترین بازیگر نقش اول زن برنده گردید.

## بازیگران
- سیمون سینیوره
- امبروزین فیلپاتز
- هرمیون بادلی
- لارنس هاروی
- ویلفرد لاوسون
- پرونلا اسکیلز
- اَوریل اِلگار